# Свирица
Сви́рица — посёлок (с 1938 по 1998 год — рабочий посёлок) в Волховском районе Ленинградской области. Административный центр Свирицкого сельского поселения.

## История
Посёлок был основан в XVIII веке в устье реки Свирь при строительстве Староладожского канала.
В «Списках населённых мест» Санкт-Петербургской губернии он числился как деревня с заводом:

УСТЬ-ПАШСКАЯ — деревня разных сословий при реках Куйвасари и Паше, число дворов — 4, число жителей: 14 м. п., 13 ж. п.

Усть-Пашский лесопильный паровой завод, число дворов — 4, число жителей: 77 м. п., 4 ж. п. (1862 год)

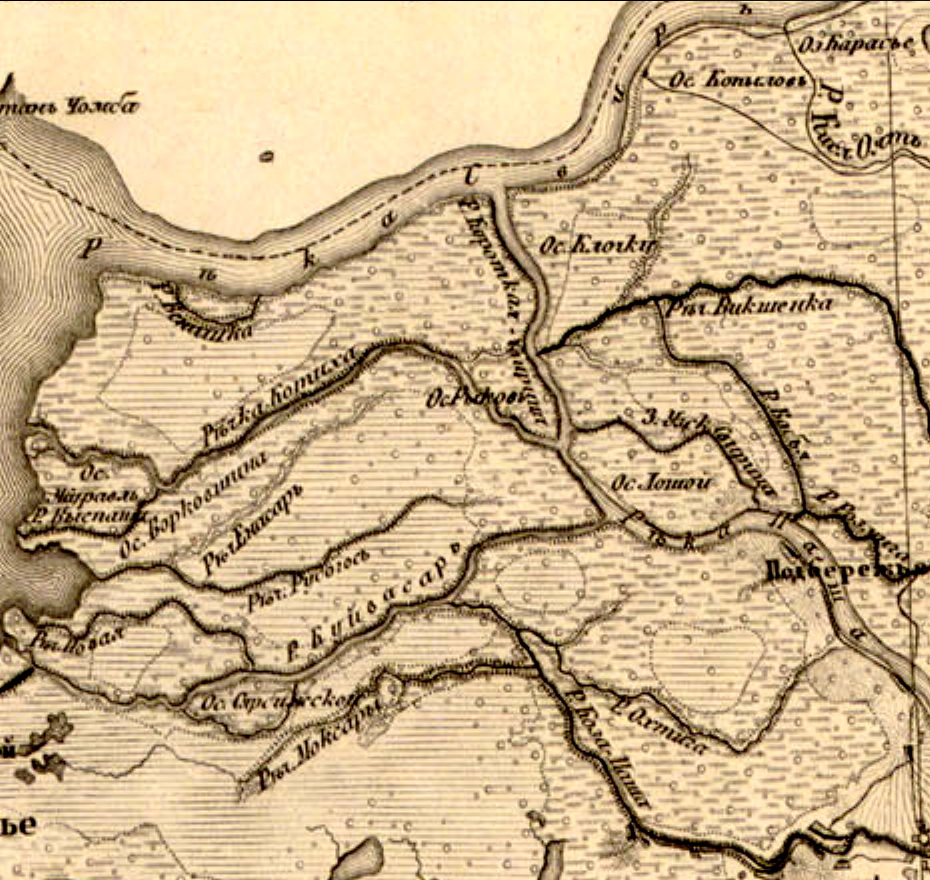
Земли посёлка Свирица на карте 1863 года

В 1879 году в селе Свирицы приобрела имение площадью 184 десятины купчиха А. А. Кисленкова.
Сборник Центрального статистического комитета описывал Свирицы так:

СВИРЦА (СВИРСКИЕ ХАРЧЕВНИ) — посёлок бывший государственный при реке Паше, дворов — 18, жителей — 72; лавка. (1885 год)

В конце XIX — начале XX века посёлок административно относился к Доможировской волости 3-го стана Новоладожского уезда Санкт-Петербургской губернии.
В «Памятной книжке Санкт-Петербургской губернии» за 1905 год Свирца (Свирские Харчевни) упоминается, как посад.
В 1917 году в состав Доможировской волости Новоладожского уезда входили посёлки Старая Свирица и Новая Свирица.
С 1917 по 1924 год они входили в состав Пашской волости Волховского уезда.
С 1924 года в составе Карпинского сельсовета.
С 1926 года в составе Свирицкого сельсовета.
С 1927 года в составе Пашского района.
По данным 1933 года деревня Новая Свирица являлась административным центром Свирицкого сельсовета Пашского района, в который входили 4 населённых пункта: деревни Кондратьево, Новая Свирица, Старая Свирица и посёлок Заводской, общей численностью населения 813 человек.
По данным 1936 года в состав Свирицкого сельсовета с центром в деревне Свирица входили 4 населённых пункта и 294 хозяйства, колхозов в сельсовете организовано не было.
С 1 декабря 1938 года посёлки Старая Свирица и Новая Свирица учитываются областными административными данными как рабочий посёлок Свирица Свирицкого поссовета.

Посёлок Свирица на карте 1940 года

С 1955 года в составе Новоладожского района.
С 1963 года в подчинении Волховского горсовета.
С 1965 года в составе Волховского района.
По данным 1966 и 1973 годов посёлок Свирица находился в подчинении Волховского райсовета.
По данным 1990 года в административном подчинении Свирицкого поселкового совета находились 2 населённых пункта, деревни: Загубье и Сторожно. В посёлке Свирица проживали 1400 человек.
В 1997 году в посёлке Свирица Свирицкой волости проживали 1000 человек, в 2002 году — 768 человек (русские — 95 %).
В 2007 году в посёлке Свирица Свирицкого СП — 655 человек.

## География
Посёлок находится в северо-восточной части района на автодороге 41К-193 (Паша — Свирица — Загубье).
Расстояние до районного центра — 90 км. Расстояние до ближайшей железнодорожной станции Паша — 10 км.
Расположен на семи островах, образованных реками Свирь, Паша, Котиха, Долгая, Свирица, Бабья и Заводская, а также протокой Репаранда и Новоладожским каналом. Дома в Свирице стоят непосредственно по берегам и сообщение внутри посёлка летом поддерживается на катерах и лодках, так как в посёлке только один мост, связывающий Новую Свирицу и Заводский посёлок, и лава, связывающая так же Заводский посёлок и Заводский остров. Реки и каналы являются частью Волго-Балтийской водной системы.

## Демография
| 1862 | 1939  | 1990  | 1997  | 2007 | 2010 | 2017 |
| ---- | ----- | ----- | ----- | ---- | ---- | ---- |
| 81   | ↗2652 | ↘1400 | ↘1000 | ↘655 | ↘609 | ↘539 |

### Национальный состав
Согласно данным Всероссийской переписи населения 2021 года в посёлке проживали 524 человека, из них:
 русские — 500, белорусы — 3, украинцы — 3, болгары — 1, молдаване — 1, поляки — 1, чуваши — 1, другие национальности — 5 человек, остальные национальность не указали.

## Инфраструктура
В посёлке Свирица работает средняя школа с детским садом.
Есть отделение связи, Дом культуры, фельдшерско-акушерский пункт.

## Предприятия
Свирицкий цех связи и радионавигации Подпорожского линейного узла связи ГБУ «Волго-Балт» (обслуживает связью проходящие по Ладожскому озеру суда).
Речной порт, через который производился сплав леса в виде плотов.
Несколько магазинов.

## Улицы
Бабья речка, Заводский остров, Заводский посёлок, Кондратьево, Левый берег реки Котихи, Набережная реки Паши, Набережная реки Свирь, Новая Свирица, Озёрная сторона, Птичий остров, Старая Свирица.